# Lin Yanhan
Lin Yanhan (1 de agosto de 2002) es una deportista china que compite en natación sincronizada. Es hermana gemela de la también nadadora sincronizada Lin Yanjun.
Ganó tres medallas en el Campeonato Mundial de Natación de 2025, oro en equipo libre, oro en rutina acrobática y plata en dúo técnico.

## Palmarés internacional
| Campeonato Mundial | Campeonato Mundial  | Campeonato Mundial | Campeonato Mundial |
| Año                | Lugar               | Medalla            | Prueba             |
| ------------------ | ------------------- | ------------------ | ------------------ |
| 2025               | Singapur (Singapur) | Medalla de oro     | Equipo libre       |
| 2025               | Singapur (Singapur) | Medalla de oro     | Rutina acrobática  |
| 2025               | Singapur (Singapur) | Medalla de plata   | Dúo técnico        |